# ۸۷۹ (قمری)
۸۷۹ (قمری)، هشتصد و هفتاد و نهمین سال در گاهشماری هجری قمری است. اول محرم این سال برابر با بیست و هفتم مه سال ۱۴۷۴ میلادی است.

## وابسته
- علی بن محمد سمرقندی